# David Manners
David Manners, all'anagrafe Rauff de Ryther Daun Acklom (Halifax, 30 aprile 1901 – Santa Barbara, 23 dicembre 1998), è stato un attore e scrittore canadese naturalizzato statunitense.

## Biografia
Nato in Canada con il nome di Rauff de Ryther Daun Acklom a Halifax nella Nuova Scozia, nel 1907 si trasferì con la famiglia a New York, quindi, nel 1922, andò a risiedere a Hastings-on-Hudson, sempre nello Stato di New York. Nonostante l'opposizione del padre, che non voleva facesse l'attore, il giovane abbandonò gli studi universitari all'Università di Toronto, per approdare sui palcoscenici di Broadway. Studiò recitazione con Eva Le Gallienne e lavorò in teatro con Helen Hayes.

### Hollywood
Manners arrivò a Hollywood agli inizi della rivoluzione del cinema sonoro. Il suo primo film lo girò nel 1929, con un piccolo ruolo non accreditato di pilota in Lotta d'aquile, ma la sua prima parte importante la ebbe grazie a James Whale, il famoso regista che aveva conosciuto a un party hollywoodiano. In Journey's End (1930), Manners ebbe un ruolo da co-protagonista, ottenendo critiche favorevoli. In pochi anni, diventò un attore popolare, recitando accanto a dive come Katharine Hepburn, Gloria Stuart, Myrna Loy, Loretta Young, Ann Dvorak e Barbara Stanwyck. Fece coppia in diversi film anche con Helen Chandler.

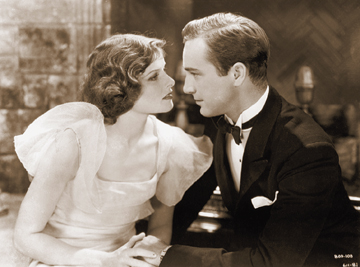
Con Katharine Hepburn in Febbre di vivere (1932)

Il suo ruolo più conosciuto resta però quello di John Harker (il Jonathan Harker del romanzo di Bram Stoker) in Dracula (1931) di Tod Browning, il classico dell'horror interpretato da Bela Lugosi. Dopo il grande successo di Dracula, gli vennero spesso affidate parti romantiche in drammi e commedie sentimentali. Un altro classico del cinema horror che lo vide tra i protagonisti, fu La mummia (1932) di Karl Freund. Accanto a Katharine Hepburn girò Febbre di vivere (1932), per la regia di George Cukor.
Nel 1933, insieme a James Cagney e a Eddie Cantor, contribuì a fondare la Screen Actors Guild, sindacato che a tutt'oggi tutela gli attori di cinema e di televisione. Malgrado i 39 film girati in sette anni di carriera, dal 1929 al 1936, Manners non si adattò mai alla vita e alle regole di Hollywood. Nel 1936 decise di abbandonare definitivamente il cinema e di ritornare a New York.
Nel 1940, cambiò ufficialmente il proprio nome in David Joseph Manners, divenendo cittadino naturalizzato degli USA. Ritornato sulle scene teatrali, lavorò regolarmente fino al suo ritiro negli anni cinquanta. Si dedicò, con discreto successo, a scrivere romanzi e saggi.

### Ultimi anni e morte
Dal 1956 visse in un ranch vicino a Victorville, in California, quindi a Pacific Palisades e a Santa Barbara, insieme allo scrittore Bill Mercer, suo compagno fino alla morte di questi nel 1978.
David Manners morì a Santa Barbara il 23 dicembre 1998, all'età di 97 anni. Il corpo venne cremato e le ceneri disperse nel Ranch Yucca Loma.

## Filmografia
- Lotta d'aquile (The Sky Hawk), regia di John G. Blystone (1929) (non accreditato)
- Journey's End, regia di James Whale (1930)
- He Knew Women, regia di F. Hugh Herbert (1930)
- Sweet Mama, regia di Edward F. Cline (1930)
- Il mendicante di Bagdad (Kismet), regia di John Francis Dillon (1930)
- The Truth About Youth, regia di William A. Seiter (1930)
- Mothers Cry, regia di Hobart Henley (1930)
- The Right to Love, regia di Richard Wallace (1930)
- Dracula, regia di Tod Browning (1931)
- The Millionaire, regia di John G. Adolfi (1931)
- La donna del miracolo (The Miracle Woman), regia di Frank Capra (1931)
- The Last Flight, regia di William Dieterle (1931)
- The Ruling Voice, regia di Rowland V. Lee (1931)
- The Greeks Had a Word for Them, regia di Lowell Sherman (1932)
- Lady with a Past, regia di Edward H. Griffith (1932)
- Beauty and the Boss, regia di Roy Del Ruth (1932)
- Man Wanted, regia di William Dieterle (1932)
- Stranger in Town, regia di Erle C. Kenton (1932)
- Crooner, regia di Lloyd Bacon (1932)
- Febbre di vivere (A Bill of Divorcement), regia di George Cukor (1932)
- They Call It Sin, regia di Thornton Freeland (1932)
- La mummia (The Mummy), regia di Karl Freund (1932)
- Bacio mortale (The Death Kiss), regia di Edwin L. Marin (1932)
- From Hell to Heaven, regia di Erle C. Kenton (1933)
- La disfatta delle amazzoni (The Warrior's Husband), regia di Walter Lang (1933)
- The Girl in 419, regia di Alexander Hall e George Somnes (1933)
- Orizzonti di fuoco (The Devil's in Love), regia di William Dieterle (1933)
- Torch Singer, regia di Alexander Hall e George Somnes (1933)
- Il museo degli scandali (Roman Scandals), regia di Frank Tuttle (1933)
- The Black Cat, regia di Edgar G. Ulmer (1934)
- The Luck of a Sailor, regia di Robert Milton (1934)
- Il commediante (The Great Flirtation), regia di Ralph Murphy (1934)
- La pietra lunare (The Moonstone), regia di Reginald Barker (1934)
- Mystery of Edwin Drood, regia di Stuart Walker (1935)
- The Perfect Clue, regia di Robert G. Vignola (1935)
- Jalna, regia di John Cromwell (1935)
- Lucky Fugitives, regia di Nick Grinde (1936)
- Hearts in Bondage, regia di Lew Ayres (1936)
- Una donna si ribella (A Woman Rebels), regia di Mark Sandrich (1936)